# 飯塚庄内田川バイパス
飯塚庄内田川バイパス（いいづかしょうないたがわバイパス）は、福岡県の飯塚市から田川市に至る、全長約10kmの国道201号バイパスである。
2009年3月22日に暫定2車線で全線開通した。
法定速度(最高速度60km/h)規制。

## 概要
- 起点 : 福岡県飯塚市弁分
- 終点 : 福岡県田川市弓削田（見立入口交差点）
- 全長 : 9.7km
- 規格 : 第3種1級
- 設計速度 : 80km/h
- 道路幅員 : 27.0m
- 車線幅員 3.5m
- 車線数 : 4車線

八木山バイパスの終点であるバイパス入口交差点を起点として東進し、烏尾峠の南側にある飯塚市と糸田町の境界部を全長1.5kmの筑豊烏尾トンネルで抜け、トンネルの先にある交差点で国道201号と合流する。全体的に直線と緩やかなカーブで構成される。
従来は福岡方面から八木山バイパス経由で田川・行橋方面に向かう場合、バイパス終点から一旦国道200号に入り北進し、飯塚市中心部で右折して再び国道201号に入り東進し、烏尾峠を越えなければならなかったが、当バイパスの開通により、八木山バイパスからそのまま直進して田川・行橋方面に向かうことが可能になり、所要時間が大幅に短縮された。また飯塚市中心部は交通量が多く狭隘な区間があり、烏尾峠は急勾配・急カーブが連続する上に連続雨量200mm以上で交通規制がかかるため、これらの障害も解消された。

## 接続道路
| 交差する道路                                        | 交差する道路          | 交差する場所       | 交差する場所 | 福岡から (km) |
| --------------------------------------------------- | --------------------- | ------------------ | ------------ | ------------- |
| 国道201号（八木山バイパス 穂波東IC） 福岡・篠栗方面 |                       |                    |              |               |
| 国道200号                                           | 国道200号             | バイパス入口       | 飯塚市       |               |
| 国道211号                                           | 国道211号             | 鶴三緒橋西         | 飯塚市       |               |
| 県道402号飯塚山田線                                 | 県道402号飯塚山田線   | 上三緒第2団地入口  | 飯塚市       |               |
| 県道415号口ノ原稲築線                               | 県道415号口ノ原稲築線 | 上三緒第2団地入口  | 飯塚市       |               |
|                                                     | 国道201号             | 筑豊烏尾トンネル東 | 田川郡糸田町 |               |
| 県道95号添田赤池線                                  |                       | 見立入口           | 田川市       |               |
| 国道201号（田川バイパス） 行橋・香春方面            |                       |                    |              |               |

## トンネル
- 筑豊烏尾トンネル (1544m)

## 沿革
- 1969年（昭和44年）4月20日 : 飯塚工区 (6.2km) 都市計画決定
- 1981年度（昭和56年度） : 飯塚工区 (6.2km) 事業化
- 1989年度（平成元年度） : 飯塚工区 (6.2km) 用地買収に着手
- 1991年（平成3年） : 飯塚工区 (6.2km) 着工
- 1993年（平成5年）6月16日 : 庄内田川工区 (3.5km) 都市計画決定
- 1995年度（平成7年度） : 庄内田川工区 (3.5km) 事業化
- 1995年度（平成7年度） : 庄内田川工区 (3.5km) 用地買収に着手
- 2003年（平成15年）7月13日 : 嘉穂郡穂波町（当時）弁分-飯塚市鶴三緒 (2.9km) 暫定2車線で供用開始
- 2007年（平成19年）3月24日 : 飯塚市鶴三緒-飯塚市（旧庄内町）有安 (3.3km) 暫定2車線で供用開始
- 2009年（平成21年）3月22日 : 飯塚市有安-田川市弓削田 (3.5km) 暫定2車線で供用開始、全線開通
- 2017年（平成29年）12月22日 : 全線4車線化[1]。